# Tamgrinia tibetana
Tamgrinia tibetana is een spinnensoort uit de familie nachtkaardespinnen (Amaurobiidae). De soort komt voor in China.